# Seanšan
Seanšan je kontinent u izmišljenom svetu Točka vremena, svetu koji je stvorio američki pisac Robert Džordan. Pojam Seanšan se takođe odnosi i na imperiju koja zahvata celokupni kontinent Seanšan, kao i na stanovnika ovog kontinenta i imperije.

## Geografija
Seanšan je daleko veći od kontinenta na kojem se događa daleko najveći deo radnje u serijalu Točak vremena. Pošto je to kontinent ogromne veličine, na njemu postoji velika raznovrsnost terena i klime. Podeljen je u dve kopnene mase, koje su podeljene širokim kanalom. Takođe, Seanšan je duži u pravcu sver-jug nego u pravcu istok-zapad, i podeljen je brojnim rascepima i fjordovima.

## Istorija

### Drevna vremena
Tokom trajanja Troločkih ratova, Seanšani su koristili Portal Kamenje, kako bi dospeli u paralelene svetove i iz njih su se vratili sa stvorenjima kao što su grolm, torm, lopar, korlm, raken, s'redit, i to'raken. Kada su uključili ova stvorenja u svoju armiju, narod Seanšana je uspeo da otera  Troloke nazad u Pustoš. Pustoš koja se nalazi na severu Seanšana je znatno manje opasnija od one na matičnom kopnu. Zahvaljujući stvorenjima iz drugih svetova, Troloci i Mirdraali su sadašnjim stanovnicima Seanšana nepoznati, iako Draghkari i dalje obitavaju tamo.
Hiljadu godina kansije, pošto je ujedinio sve zemlje na svom kontinentu (ili barem one koje se nalaze zapadno od Aijelske Pustare), Artur Hovking je poslao ogromnu flotu, predvođenu njegovim sinom Lutarom Pendragom Mondvinom, preko Aritskog okeana. Lutarova flota se nikada nije vratila na kontinent sa kojeg je krenula, tako da se pretpostavljalo da je ona izgubljena. U stvari, ova flota je uspešno prešla okean i stigla je u Seanšan. kako je vreme odmicalo, Lutar i njegovi ljudi su uspeli da preokrenu domorodačke nacije jednu protiv druge, a zatim su iskoristili njihovu neslogu, osvojili sve zemlje na kontinentu i ujedinili ih u Seanšansku Imperiju. Ovaj proces se naziva "Ujedinjenje". Lutarovi potomci su natsavili da vladaju Imperijom.

### Skorašnji događaji
U skorije vreme, Seanšanska Imperija je počela da ulaže značajne napore kako bi osvojila kontinent sa kojej potiču preci njihovih vladara. Ova kampanja se naziva Korin, što na starom jeziku znači "Povratak". U svom prvom pokušaju, Seanšani su zauzeli grad Falme i okolno zemljište, ali su proterani nazad na svoj kontinent. Kasnije, bili su uspešni u osvajanju Tarabona. Oni zatim natsavljaju svoja osvajanja i zauzimaju Amadiciju  i Altaru. Posle nekog vremena su zaustavljeni, kada se susreću sa vojskom Ponovorođenog Zmaja, Randa al'Tora. U Zapadne zemlje zatim stiže glavna Seanšanska flota i Tuon, Ćerka Devet Meseca, i oni postojano kreću u nova osvajanja. Kada se našao u nezgodnoj situaciji, Rand al'Tor, sklapa primirje sa njima. U Seanšanu posle nekog vremena izbijaju sukobi koji su nastali posle smrti Imperijskog Sudije i Imperatorke Radhane. Zemlja je zapala u haos i borbe oko prestola, a Visoka Dama Surot, planira da preuzme presto kada ubije Tuon, ali biva osujećena od strane Metrima Kautona i Randa al'Tora. Tuon zatim stiže u Ebou Dar i razotkriva Surot kao izdajnicu, proglasivši je da'kovalom.

## Politika
Vođa Seanšanske Imperije je Imperatorka koja ima apsolutnu vlast. Ona vlada sa Kristalnog Trona, koji se nalazi u Sudu Devet Meseca. Kristalni tron je ter'angreal koji onog koji sedi na njemu čini čudesnim i vrednim strahopoštovanja. Prema Seanšanskoj verziji Zmajskih Proročanstava, Ponovorođeni Zmaj će prvo morati da klekne ispred Kristalnog Trona pre Tarmon Gai'dona. Po hijerarhiji, ispod Imperatorke i njene bliže porodice, nalaze se pripadnici Krvi, plemenita klasa u Imperiji. Kristalni tron čuvaju vojnici koji pripadaju Smrtopoglednoj Straži, dok Tragači za Istinom love Prijatelje Mraka i deluju kao tajna policija.
Moć Seanšanske Imperije se zasniva na zarobljavanju damane (bukvalno, "Vezana" na Starom jeziku), žena koje mogu da usmeravaju Jednu Moć, uz pomoć ogrlice koja se naziva a'dam (u stvari jedna vrsta ter'angreala). One koje kontrolišu damane se nazivaju sul'dam, ili "Držači vezanih".
Seanšani žive u strogoj klasnoj podeljensoti. Najniža klasa ljudi se naziva da'kovale, "oni koji su nečije vlasništvo". Ipak, u Seanšanskom društvu, ne nalaze se sve sluge u nižem rangu ljudi. Nasledne sluge Imperatorkse porodice imaju viši rang od slobodnih muškaraca i žena. So'đin, bukvalno "uzvišeni među nižima" kada se prevede sa Starog jezika, su sluge višeg sloja ljudi koji mogu kontrolisati pozicije moći.
Po hijerarhiji najviši pripadnici Seanšanskog društva su oni koji pripadaju Krvi. Prvobitno, Pripadnici Krvi su bili samo oni koji su Lutarovi potomci i potomci njegove vojske, ali tokom vremena i drugi su uzdignuti u Pripadnike Krvi. Biti uzdignut u Pripadnika Krvi, iako se dešava veoma retko, jeste najveća moguća čast za nekoga ko je rođen kao običan građanin.

## Kultura
U centru seanšanske kulture se nalazi koncept časti koji se naziva "sei'tar", što u bukvalnom prevodu sa Starog jezika znači "pravo u oči" ili "u nivou očiju".
Novčići u Seanšanu sa jedne strane imaju Imperatorku sliku, a sa druge strane je ugraviran Kristalni Tron.
Robert Džordan je u jednom intervjuu rekao da Seanšani govore naglaskom koji je nalik na Teksaški (otežu dok pričaju), ali naratori u audioknjizi, Kejt Riding i Majkl Kramer koriste šišteći, šuškajući naglasak.

## Upućivanje na stvarni svet
Seanšanska kultura i narod pokazuju brojne veze sa kulturama i narodima Istočne Azije, kao i sa Osmanskim carstvom. Seanšanski kontinent  je takođe sličan Aziji po svojoj veličini. Ipak, narod Seanšana ne poseduje azijski fizički izgled, neki čak imaju i plavu kosu. Pretpostavlja se da je zbog svoje veličine, Seanšan dom širokom spektru naroda.
Seanšanska armija se naziva "Stalnopobeđujuća Armija", što ukazuje na vezu sa Britanskim i Kineskim oružanim snagama u Kineskom Grodonu (takođe se zvala tako), a njihova flota se naziva "Nepobediva Flota", što ukazuje na vezu sa Španskom Armadom, koja se takođe naziva "Nepobediva Flota".

## Literatura
- Robert Jordan's The Wheel of Time series Архивирано на веб-сајту  (5. март 2013)
- [мртва веза]